# 千年夜一夜ライブ 〜福岡ドーム 僕らがホーム〜
『千年夜一夜ライブ 〜福岡ドーム 僕らがホーム〜』（せんねんやいちやライブ ふくおかドーム ぼくらがドーム）は、CHAGE&ASKA（現：CHAGE and ASKA）のライブ・ビデオ。2000年6月15日にVHS(ファンクラブ限定)、同年7月12日にDVDで発売された。発売元はヤマハミュージックコミュニケーションズ。

## 概要
1999年12月31日に行われたコンサート「千年夜一夜ライブ 〜福岡ドーム 僕らがホーム〜 -SUPPORTED BY NEC-」の模様を完全収録した映像作品。
このコンサートはCHAGE&ASKAによる歴史的なカウントダウン・ライブということであり、約30台のカメラを駆使して撮影された。
CHAGE、ASKA、CHAGE&ASKAという3部構成で、セットリストにはデビュー曲「ひとり咲き」から1999年の『NO DOUBT』までソロ楽曲も含む幅広い選曲がされており、約3時間30分にも及ぶステージが繰り広げられる。
CHAGEがソロで公演している途中で村上啓介と淺井ひろみが登場、MULTI MAX一夜限りの復活を果たし、「SOME DAY」と「WINDY ROAD」を披露した。
VHSはファンクラブ限定でDVDと同時発売された。

## 収録曲

### DISC 1
1. OPENING
2. [7]
作詞・作曲：CHAGE
3. CRIMSON
作詞・作曲：CHAGE
4. CATCH & RELEASE
作詞・作曲：CHAGE
5. SOME DAY
作詞：澤地隆　作曲：CHAGE
6. WINDY ROAD
作詞：澤地隆　作曲：CHAGE
7. UNDO
作詞・作曲：CHAGE
8. GIVE&TAKE
作詞・作曲：CHAGE
9. トウキョータワー
作詞・作曲：CHAGE
10. 僕が見つけた気持ちのいい場所
作詞・作曲：CHAGE・宇佐元恭一
11. MY Mr.LONELY HEART
作詞・作曲：飛鳥涼
12. Tatoo
作詞・作曲：飛鳥涼
13. 花は咲いたか
作詞・作曲：飛鳥涼
14. はじまりはいつも雨
作詞・作曲：飛鳥涼
15. GIRL
作詞・作曲：飛鳥涼
16. 着地点
作詞：飛鳥涼　作曲：飛鳥涼・ROBIN SMITH
17. Now
作詞・作曲：飛鳥涼
18. 晴天を誉めるなら夕暮れを待て
作詞・作曲：飛鳥涼
19. けれど空は青 〜close friend〜
作詞・作曲：飛鳥涼
20. 同じ時代を
作詞・作曲：飛鳥涼

### DISC 2
1. WALK
作詞・作曲：飛鳥涼
2. LOVE SONG
作詞・作曲：飛鳥涼
3. 終章 (エピローグ)
作詞：CHAGE・田北憲次　作曲：CHAGE
4. no doubt
作詞・作曲：飛鳥涼
5. On Your Mark
作詞・作曲：飛鳥涼
6. もうすぐ僕らはふたつの時代を超える恋になる
作詞・作曲：CHAGE
7. YAH YAH YAH
作詞・作曲：飛鳥涼
8. SAY YES
作詞・作曲：飛鳥涼
9. HEART
作詞・作曲：飛鳥涼
10. 僕はこの瞳で嘘をつく
作詞・作曲：飛鳥涼
11. NとLの野球帽
作詞・作曲：CHAGE
12. PRIDE
作詞・作曲：飛鳥涼
13. ひとり咲き
作詞・作曲：飛鳥涼
14. 万里の河
作詞・作曲：飛鳥涼
15. no no darlin'
作詞・作曲：飛鳥涼